# Црвена Гора
Црвена Гора (грчки:Βούρινος, Вуринос) је планина у јужном делу Егејске Македоније, Грчка, око 10 километара југозападно од града Кожани и 20-ак километара од Гребена. Највиша је у делу где се састаје са планином Камбуницом - 1.866 метара изнад реке Бистрице (Алиакмонас). На њој су размештена села Дравуданишта (Метаморфоси), Родјани, Хромио, Варча (Варис) и друга.